# Inviolate
Inviolate é o 10º álbum de estúdio do guitarrista virtuoso estadunidense Steve Vai. Foi lançado no dia 28 de janeiro de 2022, sob o selo Favored Nations / Mascot Label Group.
Após o lançamento, estreou em primeiro lugar na parada Current Hard Rock Albums - sua primeira estreia em primeiro lugar - número 8 no Top Hard Rock Albums e número 40 no Top Vendas de álbuns. Para divulgar o álbum, Vai embarcou em uma turnê com o mesmo nome de 54 datas pelos EUA .

## O album
| Críticas profissionais | Críticas profissionais |
| Avaliações da crítica  | Avaliações da crítica  |
| Fonte                  | Avaliação              |
| ---------------------- | ---------------------- |
| Blabbermouth           | [ 7 ]                  |
| Riff Magazine          | (5/10)                 |
| Louder Sound           | [ 9 ]                  |

Este álbum apresenta uma música intitulada "Candle Power", que tornou-se notória por conta de uma técnica criada pelo Steve Vai chamada Joint shifting. Esta técnica virou notícia na revista Guitar World Magazine, que considerou Steve Vai um dos destaques do ano de 2020, por “forçar os limites do instrumento” e por “buscar marcas pessoais ao tentar algo novo e ousado”. "Candle Power" já havia sido apresentada ao publico no dia 6 de junho de 2020, quando Vai a publicou na sua página pessoal no youtube. A versão presente no álbum, porém, é um pouco diferente. Segundo o próprio Vai, foi "acrescentado um pouco mais à versão que aparece no Inviolate, com uma faixa de bateria recém-gravada pelo colega ex-aluno do Zappa Terry Bozzio".
Além da "Candle Power", está presente no álbum também uma música que Steve Vai toca com apenas a mão esquerda, intitulada "Knappsack". Ele compôs essa música enquanto estava recuperando-se de uma operação no ombro direito. Após a cirurgia, foi-se recomendado ao Vai usar uma tipoia criada pelo doutor que o operou, Dr. Thomas Knapp, chamada "The Knappsack", daí o nome da música.
O álbum foi eleito como o terceiro melhor álbum de guitarra de 2022 por leitores da Guitar World, que também elegeram o solo de "Teeth of the Hydra" como o terceiro melhor solo de guitarra de 2022.

### The Hydra Guitar
Outro destaque deste álbum fica por conta da utilização de uma curiosa guitarra desenhada especialmente para o Vai, a qual ele chamou de "The Hydra Guitar". O instrumento, que aparece na caa do álbum, foi construido em conjunto com o pessoal da Hoshino Guitars.
Este nome faz referência ao animal mitológico conhecido como Hidra de Lerna, já que o instrumento dispõe de um corpo único ligado a dois headstocks e três braços, que por sua vez acomodam guitarras de sete e 12 cordas, um baixo elétrico de quatro cordas com comprimento de escala de ¾ cuja metade do braço adopta uma configuração fretless, e ainda uma mini-harpa de 13 cordas. O braço de 12 cordas é fretless a partir da casa 8 e apresenta captação humbucker. Já o braço do meio, de 7 cordas, traz dois humbuckers e 24 trastes. E o braço com as 4 cordas de baixo elétrico tem trastes apenas nas duas cordas mais agudas.
O corpo da guitarra acomoda ainda uma vasta seleção de opções para os captadores, incluindo sustainer, humbuckers, single-coils e um piezo, um output de MIDI e um botão de volume exclusivo para cada braço do instrumento.
Sobre a faixa em que ele utiliza a guitarra (Teeth of the Hydra), Steve Vai comentou:

## Faixas
Todas as músicas compostas por Steve Vai.
| N.º            | Título               | Compositor(es) | Duração |  |
| 1.             | "Teeth Of The Hydra" |                | 5:13    |  |
| 2.             | "Zeus In Chains"     |                | 4:39    |  |
| 3.             | "Little Pretty"      |                | 6:26    |  |
| 4.             | "Candle Power"       |                | 3:31    |  |
| 5.             | "Apollo In Color"    |                | 4:19    |  |
| 6.             | "Avalancha"          |                | 5:09    |  |
| 7.             | "Greenish Blues"     |                | 6:07    |  |
| 8.             | "Knappsack"          |                | 5:18    |  |
| 9.             | "Sandman Cloud Mist" |                | 6:01    |  |
| Duração total: | Duração total:       | Duração total: | 46:36   |  |

| Japan Bonus Track |                 |         |  |
| N.º               | Título          | Duração |  |
| 10.               | "Swamp Fairies" |         |  |

## Créditos Musicais
- Steve Vai - Guitarras, The Hydra Guitar (Faixa 1), Baixo elétrico (Faixas 2, 4), Teclados (Faixa 6) Programação (Faixas 1, 2, 8)
- Bryan Beller - Baixo elétrico (Faixa 3)
- Henrik Linder - Baixo elétrico (Faixa 5)
- Billy Sheehan - Baixo elétrico (Faixa 6)
- Philip Bynoe - Baixo elétrico (Faixa 7, 9)
- Jeremy Colson - Baterias (Faixas 2, 3, 6, 7)
- Terry Bozzio - Baterias (Faixa 4)
- Vinnie Colaiuta - Baterias (Faixa 5, 9)
- David Rosenthal - Teclados (Faixas 5, 9)
- Bob Carpenter - Teclados (Faixa 7)

## Desempenho nas Paradas Musicais
| Desempenho nas Paradas Musicais | Desempenho nas Paradas Musicais | Desempenho nas Paradas Musicais | Desempenho nas Paradas Musicais | Desempenho nas Paradas Musicais | Desempenho nas Paradas Musicais | Desempenho nas Paradas Musicais | Desempenho nas Paradas Musicais | Desempenho nas Paradas Musicais | Desempenho nas Paradas Musicais | Desempenho nas Paradas Musicais | Desempenho nas Paradas Musicais | Vendas e Certificação |
| Billboard                       | Current Hard Rock Albums        | Top Hard Rock Albums            | [ 22 ]                          | [ 23 ]                          | [ 24 ]                          | [ 25 ]                          | [ 26 ]                          | [ 27 ]                          | [ 28 ]                          | [ 29 ]                          | [ 30 ]                          | Vendas e Certificação |
| ------------------------------- | ------------------------------- | ------------------------------- | ------------------------------- | ------------------------------- | ------------------------------- | ------------------------------- | ------------------------------- | ------------------------------- | ------------------------------- | ------------------------------- | ------------------------------- | --------------------- |
| —                               | 1                               | 8                               | —                               | 127                             | 13                              | 32                              | 65                              | 25                              | —                               | —                               | —                               |                       |